# 埃琳·霍尔姆勒夫
埃琳·霍尔姆勒夫（瑞典語：Elin Holmlöv，1987年8月5日—），瑞典女子冰球运动员，场上位置是前锋。她曾代表瑞典国家队参加2010年冬季奥林匹克运动会冰球比赛，获得第4名。